# Berta (Dos hombres y medio)
Berta es un personaje de la teleserie estadounidense Two and a Half Men interpretado por Conchata Ferrell. Berta es el ama de llaves de Charlie Harper; es un personaje sarcástico, grosero, desinteresado y rudo. A pesar de ser empleada de Charlie, siempre se enfrenta a él para dar las órdenes. Una de sus frases más comunes es «Yo no pienso limpiar eso», que dice cada vez que alguien arma algún tipo de estropicio en casa de Charlie. Estuvo en prisión (donde actualmente está su esposo), las mujeres en su familia suelen quedar embarazadas adolescentes, su hija menor Nahomi (Sara Rue) salió con Alan Harper mientras estaba en sus últimos días de embarazo, y poco tiempo después de tener a su hija. Su nieta Prudence es interpretada por Megan Fox. Tiene una hermana que practica el paganismo y es idéntica a ella. Además, gusta de la cultura biker. En la temporada 9 se siente atraída por Walden.
- Datos: Q5727083